# Peter Reiter
Peter Reiter (Linz, 30 de junio de 1960) es un deportista austríaco que compitió en judo. Ganó dos medallas de bronce en el Campeonato Europeo de Judo en los años 1987 y 1988.
Participó en los Juegos Olímpicos de Seúl 1988, donde finalizó undécimo en la categoría de –78 kg.

## Palmarés internacional
| Campeonato Europeo | Campeonato Europeo | Campeonato Europeo | Campeonato Europeo |
| Año                | Lugar              | Medalla            | Categoría          |
| ------------------ | ------------------ | ------------------ | ------------------ |
| 1987               | París (Francia)    | Medalla de bronce  | –78 kg             |
| 1988               | Pamplona (España)  | Medalla de bronce  | –78 kg             |